# Třída Alpino
Třída Alpino byla třída víceúčelových fregat, stavěných pro italské námořnictvo loděnicí Cantieri Navali Riuniti (CNR). Jejich hlavním úkolem byl protiponorkový boj. Celkem byly postaveny dvě jednotky této třídy. Stavbě druhé dvojice zabránil nedostatek financí. Carabiniere byl počátkem 90. let používán při zkouškách nových zbraňových systémů. Alpino byl vyřazen v roce 2006 a Carabiniere v roce 2008.

## Stavba
Obě plavidla této třídy postavila italská loděnice Cantieri del Tirreno v Riva Trigoso u Janova.
Jednotky třídy Alpino:
| Jméno               | Spuštěna na vodu | Vstup do služby | Status        |
| ------------------- | ---------------- | --------------- | ------------- |
| Alpino (F 580)      | 1967             | 14. ledna 1968  | Vyřazen 2006. |
| Carabiniere (F 581) | 1967             | 28. dubna 1968  | Vyřazen 2008. |

## Konstrukce

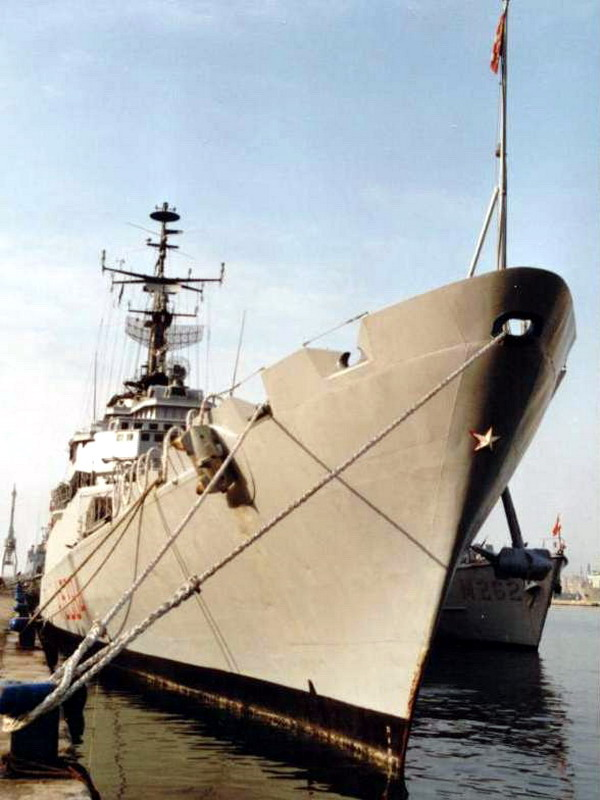
Alpino (F 580)

Hlavňovou výzbroj tvořilo šest 76,2mm kanónů OTO-Melara o délce hlavně 62 ráží. Protiponorkovou výzbroj představoval jeden 305mm protiponorkový raketomet a dále dva tříhlavňové 324mm protiponorkové torpédomety. Na palubě byla přistávací plocha a hangár pro uskladnění dvou vrtulníků AB-204. Trupový sonar byl typu SQS-43, vlečný sonar s měnitelnou dlouhkou ponoru byl typu SQA-10. Později oba nahradily dva sonary Raytheon DE 1164.
Pohonný systém byl koncepce CODAG. Při běžné plavbě lodě poháněly čtyři diesely Tosi OTV-320, díky kterým mohly plout rychlostí až 22 uzlů. V bojové situaci lodě poháněly navíc ještě dvě plynové turbíny Tosi-Metrovik G 6. Nejvyšší rychlost v takovém případě byla 28 uzlů.